# James Agee
James Rufus Agee (Knoxwille, 1909. november 27. – New York, 1955. május 16.) amerikai költő, újságíró, forgatókönyvíró, filmkritikus.

## Élete
Hat éves volt, amikor apja, Hugh James Agee autóbalesetben meghalt. Ez a tragédia ösztönözte A Death in the Family című önéletrajzi regénye megírására, amely posztumusz és befejezetlen formában jelent meg 1957-ben, s egy évvel később Pulitzer-díjat nyert. Iskolai tanulmányai nagy részét különböző internátusokban töltötte, ezután a Harvard Egyetemre ment, majd több lapnál mint újságíró tevékenykedett.
Mindennapi újságírói tevékenysége mellett főleg könyv- és filmkritikákat írt, amelyek széles körű figyelmet keltettek.1936-ban néhány hónapot Walker Evans fotós társaságában az aratómunkásokkal töltött Alabamában. Élményeiről egy cikket írt, amely azonban sosem jelent meg. Evans és Agee a szöveget egy fotóalbummá bővítették ((Let Us Now Praise Famous Men: Three Tenant Families, 1941), amely a Nagy gazdasági világválság amerikai történetének egyik legfontosabb emlékévé vált.
1942 és 1948 közt a Time és a Nation magazinok filmkritikusa volt, ezután mint szabadúszó újságíró és író dolgozott. 1949-ben a Life magazinban hosszú cikket írt a némafilmes korszak humoristáiról, például barátjáról, Charlie Chaplinról, Harold Lloydról és Buster Keatonról. Agee Keatonról írt dicsérő szavai, illetve megbecsülése nagyban hozzájárult a nagyszerű komikus későbbi újrafelfedezéséhez. Az 1950-es években két hollywoodi klasszikus, az African Queen (1951) és a The Night of the Hunter (1955) forgatókönyvét írta meg, miután költői kommentárokat készített az Oscar-díjra jelölt The Quiet One című dokumentumfilmhez (1948).
Háromszor volt házas és négy gyermeke született, köztük az 1940-es születésű író és műfordító Joel Agee. 45 éves korában szívinfarktusban hunyt el útban orvosához egy New York-i taxiban.
Magyarul  egyetlen novellája jelent meg a Galaktika 30. számában 1978-ban Anya meséje címmel.

## Válogatott munkái
- Permit Me Voyage (1934)
- Let Us Now Praise Famous Men: Three Tenant Families (Walker Evans fotóival, 1941)
- The Morning Watch (1951)
- A Death in the Family (1957)
- Agee on Film (1942 és 1948 közt írt filmkritikák, 1958)
- All the Way Home (A Death in the Family színpadi változata, Tad Mosel munkája, 1960)
- The Collected Poems of James Agee (1968)
- The Collected Short Prose of James Agee (1968)

## Fordítás
- Ez a szócikk részben vagy egészben  a   James Agee című német Wikipédia-szócikk ezen változatának fordításán alapul.  Az eredeti cikk szerkesztőit annak laptörténete sorolja fel. Ez a jelzés csupán a megfogalmazás eredetét és a szerzői jogokat jelzi, nem szolgál a cikkben szereplő információk forrásmegjelöléseként.